# コニー・カーペンター＝フィニー
コニー・カーペンター＝フィニー（Connie Carpenter-Phinney、1957年2月26日 - ）は、アメリカ合衆国、ウィスコンシン州・マディソン出身の元自転車競技選手及び同スピードスケート選手。

## 経歴
競技者としてのキャリアはスピードスケートから始まった。
1972年、14歳にして札幌オリンピックに出場。1500mで7位に入った。
以後も主要国際大会に常時出場していたが、足首の怪我が影響し、1976年インスブルックオリンピックに出場できなかったことから、この時点でスピードスケート選手としてピリオドを打つことになる。
一方、これを契機に、シーズンオフ中のトレーニングとして行っていた自転車に本格的に取り組むこととなったが、いきなり、キャリア初年度となる、1976年の全米選手権・個人ロードレースで優勝を果たした。
以後、自転車競技選手として、ロードレースとトラックレースで活躍を見せる。
1977年
- 全米選手権・個人ロードレース 優勝
- 世界選手権・個人ロードレース 2位

1979年
- 全米選手権・個人ロードレース 優勝

1981年
- 世界選手権・個人ロード 3位

1982年
- 世界選手権・個人ロード 2位

1983年
- トラックレース世界選手権・個人追い抜き 優勝

1984年
- 自国開催となったロサンゼルスオリンピックより、女子自転車競技ではオリンピックとして初の種目となった個人ロードレースに出場。同胞のレベッカ・トゥイッグら、5人でのスプリント勝負を制し優勝。栄えあるオリンピック女子自転車競技初代金メダリストの座を射止めた。

その後、同じく同年のロサンゼルスオリンピック・男子ロードチームタイムトライアルで銅メダル獲得に貢献し、この後プロロード選手に転向したデイヴィス・フィニーと結婚。そして実子のテイラー・フィニーが現在自転車選手として活動している。